# 에이 중간자
에이 중간자(영어: a meson)는 위 쿼크와 아래 쿼크로 이루어진 벡터 중간자다. (같은 쿼크로 이루어진 유사벡터는 로 중간자다.) 질량은 가장 가벼운 것은 980 MeV나, 더 무거운 공명 상태도 있다. 기호는 라틴 소문자 에이(a).

## 같이 보기
- 로 중간자
- 파이온
- 소문자 비 중간자